# SURF SIDE HIGH-SCHOOL
『SURF SIDE HIGH-SCHOOL』（サーフ・サイド・ハイスクール）は、澤井健による日本の漫画作品。

## 概要
『週刊ヤングサンデー』（小学館）で連載された。湘南をモデルとした海沿いの街の高校に通う、サーファー高校生3人組を描いたギャグ漫画。
休載のまま連載中断しており未完である。単行本は5巻まで発行されていた。
2010年に「完全版」として全3巻で小学館クリエイティブから刊行。単行本未収録の書き下ろしエピソードが巻末に掲載されている。

## 単行本
ヤングサンデーコミックス
1. 1996年4月、ISBN 4-09-151731-5
2. 1996年8月、ISBN 4-09-151732-3
3. 1996年10月、ISBN 4-09-151733-1
4. 1997年11月、ISBN 4-09-151734-X
5. 1997年12月、ISBN 4-09-151735-8

レアミクスコミックス
1. 2010年2月、ISBN 978-4-7780-6024-4
2. 2010年2月、ISBN 978-4-7780-6025-1
3. 2010年5月、ISBN 978-4-7780-6026-8

## テレビアニメ
本作品を原作とするテレビアニメが、1999年5月31日から同年7月1日にかけて、TBS系列のワンダフル枠で放送された。

### キャスト
- 阿部浩也 - 森川智之
- 永島康平 - 岸尾大輔
- 三田みちる - 一条和矢
- 網浜美帆 - 田村ゆかり

### スタッフ
- 原作 - 澤井健
- 監督 - 吉田啓良
- キャラクターデザイン - 田中穣
- 音楽 - 松尾早人
- 音響監督 - 田中一也
- アニメーション制作 - マジックバス
- 製作 - TBS

### 主題歌
「She's so lovely」
歌 - ALL I NEED

### 各話リスト
| 話数 | サブタイトル                 |    | 話数                       | サブタイトル |
| ---- | ---------------------------- | -- | -------------------------- | ------------ |
| 1    | 永島のデビュー               | 11 | 彫師政                     |              |
| 2    | みちるデビュー!?             | 12 | 政再び                     |              |
| 3    | パンストブラザーズ           | 13 | スタア誕生                 |              |
| 4    | 八重子の禁じられた遊び       | 14 | 走れ、阿部ちゃん           |              |
| 5    | 三田家訪問                   | 15 | 復活!! 最強タッグ          |              |
| 6    | 湾岸清掃大作戦               | 16 | 柔の道の真実               |              |
| 7    | チェリーボーイグラフィティー | 17 | モイスチャーブラザーズ     |              |
| 8    | レッドペッパーブラザーズ     | 18 | 情事の報酬                 |              |
| 9    | 恋する永島                   | 19 | 博徒一代血祭不動           |              |
| 10   | モルモンブラザーズ脱毛大作戦 | 20 | サーフサイド・フォーエバー |              |